# Turn Your Love Around
«Turn Your Love Around» es un sencillo de pop/R&B de George Benson. La canción fue escrita por los ganadores del Grammy Bill Champlin de Chicago, Steve Lukather de Toto y el productor y guitarrista Jay Graydon para ayudar a completar el álbum de grandes éxitos de Benson de 1981, The George Benson Collection. La canción ganó un premio Grammy a la mejor canción de R&B en la 25.ª edición de los Premios Grammy en 1983 para Champlin, Graydon y Lukather como coautores.

## Antecedentes
La inspiración para la canción le llegó a Graydon en el baño. Explicó a Songfacts, «'Turn Your Love Around' fue un regalo, y es el regalo que sigue dando. Estaba en el baño cuando se me ocurrió la melodía, y estaba sentado, si me entiendes. Bueno, me bajé de la lata lo más rápido que pude y llegué a una máquina de casetes para no olvidarlo. George Benson venía a la ciudad el martes, así que tenía cuatro días para pensar en una canción para The George Benson Collection. Y yo no estaba recibiendo nada. Y luego ¡bang! Se me ocurrió esta melodía para el coro cuando estaba en el baño». La canción fue uno de los primeros éxitos pop en utilizar una caja de ritmos Linn LM-1, programada por el baterista de sesión Jeff Porcaro.

## Personal
- George Benson - voz principal
- Jay Graydon - guitarra, sintetizador, arreglos
- Jai Winding - piano acústico, Piano Rhodes
- Steve Lukather - melodía de piano
- David Foster - sintetizador
- David Paich - bajo sintetizador
- Jeff Porcaro - Programación de batería Linn LM-1
- Gary Herbig - saxofón, flautas
- Bill Reichenbach Jr. - trombón
- Chuck Findley - trompeta
- Jerry Hey - arreglos de trompeta y trompa
- Bill Champlin - coros
- Venette Cloud - coros
- Carmen Twillie – coros

## Posicionamiento
«Turn Your Love Around» alcanzó el número uno en las listas de singles de soul y el número cinco en las listas de singles Billboard Hot 100 a principios de 1982, así como entre los diez primeros en la lista de jazz. Está clasificado como el 27º mayor éxito de 1982. En Canadá, la canción pasó dos semanas en el número 10.

## Versiones de cover
- En 1996 se lanzó una versión de «Turn Your Love Around»  de Tony Di Bart .

## Muestras
- Esta canción fue muestreada en la versión del álbum de «Not Tonight» de Lil' Kim.